# Catalonia Open 2025 - Doppio
Il doppio femminile del torneo di tennis professionistico Catalonia Open 2025, facente parte della categoria WTA 125 nell'ambito del WTA 125 2025, si è giocato dal 29 aprile al 2 maggio 2025 a Vic, in Spagna.
In finale Bianca Andreescu e Aldila Sutjiadi hanno sconfitto Leylah Fernandez e Lulu Sun con il punteggio di 6-2, 6-4.
Nicole Melichar-Martinez e Ellen Perez sono le campionesse in carica, ma entrambe hanno scelto di non prendere parte a questa edizione del torneo.

## Teste di serie
1. Anna Danilina /  Irina Chromačëva (semifinale)

1. Desirae Krawczyk /  Giuliana Olmos (quarti di finale)

## Wildcard
1. Bianca Andreescu /  Aldila Sutjiadi (Campionesse)

## Tabellone

### Legenda
| - Q = Qualificato - WC = Wild card - LL = Lucky loser | - ALT = Alternate - SE = Special Exempt - PR = Protected Ranking | - w/o = Walkover - r = Ritirato - d = Squalificato |

|  | Quarti di finale | Quarti di finale            | Quarti di finale            | Quarti di finale | Quarti di finale |  |  | Semifinali | Semifinali              | Semifinali          | Semifinali                | Semifinali                |   |   | Finale | Finale                           | Finale                           | Finale | Finale |  |
|  |                  |                             |                             |                  |                  |  |  |            |                         |                     |                           |                           |   |   |        |                                  |                                  |        |        |  |
|  | 1                | A Danilina I Chromačëva     | A Danilina I Chromačëva     | 6                | 6                |  |  |            |                         |                     |                           |                           |   |   |        |                                  |                                  |        |        |  |
|  |                  | S Aoyama S Santamaria       | S Aoyama S Santamaria       | 3                | 4                |  |  | 1          | A Danilina I Chromačëva | 64                  | 6                         | [5]                       |   |   |        |                                  |                                  |        |        |  |
|  | WC               | B Andreescu A Sutjiadi      | B Andreescu A Sutjiadi      | 6                | 6                |  |  | WC         | B Andreescu A Sutjiadi  | 7                   | 4                         | [10]                      |   |   |        |                                  |                                  |        |        |  |
|  |                  | T Mihalíková O Nicholls     | T Mihalíková O Nicholls     | 1                | 3                |  |  |            |                         |                     |                           |                           |   |   | WC     | Bianca Andreescu Aldila Sutjiadi | Bianca Andreescu Aldila Sutjiadi | 6      | 6      |  |
|  |                  | L Fernandez L Sun           | L Fernandez L Sun           | 7                | 6                |  |  |            |                         |                     | Leylah Fernandez Lulu Sun | Leylah Fernandez Lulu Sun | 2 | 4 |        |                                  |                                  |        |        |  |
|  |                  | A Bolsova Y Cavallé Reimers | A Bolsova Y Cavallé Reimers | 64               | 3                |  |  |            | L Fernandez L Sun       | L Fernandez L Sun   | 6                         | 6                         |   |   |        |                                  |                                  |        |        |  |
|  |                  | I Martins R Zarazúa         | I Martins R Zarazúa         | 6                | 6                |  |  |            | I Martins R Zarazúa     | I Martins R Zarazúa | 1                         | 0                         |   |   |        |                                  |                                  |        |        |  |
|  | 2                | D Krawczyk G Olmos          | D Krawczyk G Olmos          | 4                | 4                |  |  |            |                         |                     |                           |                           |   |   |        |                                  |                                  |        |        |  |